# Coopération Lancang-Mékong
 (mars 2025).
La Coopération Lancang-Mékong ( LMC ) est un format multilatéral fondé en 2016 possédant comme objectif la coopération entre les États situés dans les  zones ripariennes du fleuve Lancang et du fleuve Mékong. Le fleuve Lancang est la partie du fleuve du Mékong qui traverse la Chine, située en amont. Le Cambodge, le Laos, le Myanmar, le Vietnam et la Thaïlande sont cinq pays situés en aval du Mékong. Le premier sommet de ce format a eu lieu à Sanya le 23 mars 2016.

## Ressources en eau
L’objectif premier de ce format est de permettre à la Chine de gérer le débit d’eau qui s'écoule en sortie de ses barrages hydroélectriques situés sur le fleuve ; celui-ci impactant les autres États du Mékong. La Chine a, jusqu'à aujourd'hui, bâti sept méga-barrages sur le fleuve Lancang-Mékong. Selon l'ONG américaine International Rivers, 20 méga-barrages sont en cours de construction ou prévus au Yunnan, au Tibet et au Qinghai.